# World Grand Prix de bádminton
El World Grand Prix de bádminton era un campeonato organizado por la Federación Internacional de Bádminton que se disputaba anualmente desde 1983, parecido a la Copa Masters de tenis.
En el año 2000 se dejó de celebrar.

## Sedes
| Año  | N.º  | Ciudad       | País      |
| ---- | ---- | ------------ | --------- |
| 1983 | I    | Yakarta      | Indonesia |
| 1984 | II   | Kuala Lumpur | Malasia   |
| 1985 | III  | Tokio        | Japón     |
| 1986 | IV   | Kuala Lumpur | Malasia   |
| 1987 | V    | Hong Kong    | Hong Kong |
| 1988 | VI   | Hong Kong    | Hong Kong |
| 1989 | VII  | Singapur     | Singapur  |
| 1990 | VIII | Bali         | Indonesia |
| 1991 | IX   | Kuala Lumpur | Malasia   |
| 1992 | X    | Kuala Lumpur | Malasia   |
| 1993 | XI   | Kuala Lumpur | Malasia   |
| 1994 | XII  | Bangkok      | Tailandia |
| 1995 | XIII | Singapur     | Singapur  |
| 1996 | XIV  | Bali         | Indonesia |
| 1997 | XV   | Yakarta      | Indonesia |
| 1998 | XVI  | Brunéi       | Brunéi    |
| 1999 | XVII | Brunéi       | Brunéi    |

## Ganadores pasados
| Año           | Individual masculino                  | Individual masculino | Individual femenino                   | Individual femenino | Dobles masculino                      | Dobles masculino               | Dobles femenino                       | Dobles femenino                      | Dobles mixto                             | Dobles mixto                    |
| ------------- | ------------------------------------- | -------------------- | ------------------------------------- | ------------------- | ------------------------------------- | ------------------------------ | ------------------------------------- | ------------------------------------ | ---------------------------------------- | ------------------------------- |
| 1983 detalles | Bandera de la República Popular China | Luan Jin             | Bandera de la República Popular China | Li Lingwei          |                                       |                                |                                       |                                      |                                          |                                 |
| 1984 detalles | Bandera de Dinamarca                  | Morten Frost         | Bandera de la República Popular China | Han Aiping          |                                       |                                |                                       |                                      |                                          |                                 |
| 1985 detalles | Bandera de la República Popular China | Han Jian             | Bandera de la República Popular China | Li Lingwei          |                                       |                                |                                       |                                      |                                          |                                 |
| 1986 detalles | Bandera de la República Popular China | Yang Yang            | Bandera de la República Popular China | Li Lingwei          | Bandera de Malasia                    | Jalani Sidek Razif Sidek       | Bandera de Corea del Sur              | Hwang Hye Young Chung Myung Hee      | Bandera de Inglaterra                    | Nigel Tier Gillian Gowers       |
| 1987 detalles | Bandera de la República Popular China | Ziong Guobao         | Bandera de la República Popular China | Li Lingwei          | Bandera de la República Popular China | Li Yongbo Tian Bingyi          | Bandera de la República Popular China | Guan Weizhen Lin Ying                | Bandera de Suecia                        | Stefan Karlsson Maria Bengtsson |
| 1988 detalles | Bandera de la República Popular China | Zhang Qingwu         | Bandera de la República Popular China | Han Aiping          | Bandera de Malasia                    | Jalani Sidek Razif Sidek       | Bandera de la República Popular China | Guan Weizhen Liu Ying                | Bandera de la República Popular China    | Wang Pengren Shi Fangjung       |
| 1989 detalles | Bandera de la República Popular China | Xiong Guobao         | Bandera de la República Popular China | Tang Jiuhong        | Bandera de Malasia                    | Jalani Sidek Razif Sidek       | Bandera de Indonesia                  | Rosiana Tendean Erma Sulustianingsih | Bandera de Indonesia                     | Eddy Hartono Verawaty           |
| 1990 detalles | Bandera de Indonesia                  | Eddy Kurniawan       | Bandera de Indonesia                  | Susi Susanti        | Bandera de Indonesia                  | Eddy Hartono Rudy Gunawan      | Bandera de Indonesia                  | Rosiana Tendean Erma Sulustianingsih | Bandera de Dinamarca                     | Thomas Lund Pernille Dupont     |
| 1991 detalles | Bandera de la República Popular China | Zhao Jianhua         | Bandera de Indonesia                  | Susi Susanti        | Bandera de Malasia                    | Jalani Sidek Razif Sidek       | Bandera de Corea del Sur              | Hwang Hye Young Chung Myung Hee      | Bandera de Dinamarca                     | Thomas Lund Pernille Dupont     |
| 1992 detalles | Bandera de Malasia                    | Rashid Sidek         | Bandera de Indonesia                  | Susi Susanti        | Bandera de Indonesia                  | Ricky Subagja Rexy Mainaky     | Bandera de la República Popular China | Lin Yanfen Yao Fen                   | Bandera de Dinamarca                     | Thomas Lund Pernille Dupont     |
| 1993 detalles | Bandera de Indonesia                  | Joko Suprianto       | Bandera de Indonesia                  | Susi Susanti        | Bandera de Indonesia                  | Rudy Gunawan Bambang Suprianto | Bandera de Indonesia                  | Finarsih Lili Tampi                  | Bandera de Dinamarca · Bandera de Suecia | Thomas Lund Catrine Bengtsson   |
| 1994 detalles | Bandera de Indonesia                  | Ardy Wiranata        | Bandera de Indonesia                  | Susi Susanti        | Bandera de Indonesia                  | Ricky Subagja Rexy Mainaky     | Bandera de la República Popular China | Ge Fei Gu Jun                        | Bandera de Dinamarca                     | Thomas Lund Marlene Thomsen     |
| 1995 detalles | Bandera de Indonesia                  | Joko Suprianto       | Bandera de la República Popular China | Ye Zhaoying         | Bandera de Malasia                    | Cheah Soon Kit Yap Kim Hock    | Bandera de la República Popular China | Ge Fei Gu Jun                        | Bandera de Indonesia                     | Trikus Heryanto Minarti Timur   |
| 1996 detalles |                                       | Fung Permadi         | Bandera de Indonesia                  | Susi Susanti        | Bandera de Indonesia                  | Ricky Subagja Rexy Mainaky     | Bandera de la República Popular China | Ge Fei Gu Jun                        | Bandera de Dinamarca                     | Michael Søgaard Rikke Olsen     |
| 1997 detalles | Bandera de la República Popular China | Sun Jun              | Bandera de la República Popular China | Ye Zhaoying         | Bandera de Indonesia                  | Candra Wijaya Sigit Budiarto   | Bandera de la República Popular China | Ge Fei Gu Jun                        | Bandera de la República Popular China    | Liu Yong Ge Fei                 |
| 1998 detalles | Bandera de la República Popular China | Sun Jun              | Bandera de la República Popular China | Zhang Ning          | Bandera de Indonesia                  | Denny Kantono Budi Antonius    | Bandera de la República Popular China | Ge Fei Gu Jun                        | Bandera de Corea del Sur                 | Kim Dong Moon Ra Kyung Min      |
| 1999 detalles | Bandera de Dinamarca                  | Peter Gade           | Bandera de la República Popular China | Ye Zhaoying         | Bandera de Indonesia                  | Candra Wijaya Tony Gunawan     | Bandera de la República Popular China | Ge Fei Gu Jun                        | Bandera de Corea del Sur                 | Kim Dong Moon Ra Kyung Min      |